# جائزة أستراليا الكبرى 1964
جائزة أستراليا الكبرى 1964 هو سباق فورمولا 1 أقيم بتاريخ 9 فبراير 1964 في ملبورن، فيكتوريا. حلّ الأسترالي جاك برابهام أولا.